# I Am Revenge
I Am Revenge ist eine 2010 gegründete Hardcore-Band aus Hamburg.

## Geschichte
I Am Revenge wurde Ende 2010 von ehemaligen Mitgliedern der Bands Badge of Apathy (Gutschmidt), Between Love and Madness (Zielke) und D.T.A. (Deniz) gegründet. Nachdem 2011 ein Demo zum freien Download im Internet veröffentlicht worden war, brachte die Band 2012 ihr erstes Album auf Swell Creek Records heraus; ein zweites Album erschien 2014. 2015 spielte I Am Revenge auf dem Traffic Jam Open Air. Anfang 2016 band sich die Band vertraglich an das Leipziger Hardcorelabel Beatdown Hardwear und veröffentlichte dort ihre weiteren Alben.

## Stil und Rezeption
I Am Revenge spielt eher schlichten Hardcore mit starken Metal-Einflüssen und gelegentlichen Rap-Einlagen; in den Liedtexten werden persönliche Erfahrungen, Gefühle und Ängste verarbeitet. Metal.de ordnete das Album Red Gold zwischen den Stilen Hardcore und Deathcore ein; prägende Merkmale der Musik seien eine klaustrophobische und „angenehm verstörende“ Stimmung, die immer wieder durch groovende Passagen aufgelockert würde. Die Musik klinge abwechslungsreich und sei nicht vorhersehbar und von hoher kompositorischer Qualität. Insgesamt müsse sich I Am Revenge laut Metal.de „vor internationalen Größen ganz sicher nicht verstecken“. Das Magazin Away from Life notierte für das Album RVNG einen Stilmix aus Hardcore, Metal und Beatdown und zog Vergleiche zur US-amerikanischen Band Terror. Das Ox-Fanzine bezeichnete die Musik auf dem Debütalbum Pit Justice als „Moshcore“, sah starke Parallelen zu Bury Your Dead und wertete, die Musik der Band sei zwar klischeehaft und ihre Texte „etwas simpler“, I Am Revenge würden ihren „Vorbildern aber keine Schande“ machen. Zum Album RVNG notierte das Ox, die Band habe zu einer eigenen Identität gefunden und präsentiere sich abwechslungsreicher als auf den Vorgängeralben. Der Metal Hammer definiert die Musik auf Pit Justice als „modernen Metalcore“ mit „fast ausschließlicher Fokussierung auf möglichst viele Mosh- und Slam-Parts“, der einerseits technisch gut umgesetzt daherkomme, andererseits aber musikalisch wenig einfallsreich und textlich simpel gehalten sei und deshalb nur Fans des Genres anspreche. Die Bandmitglieder selbst benennen als Einfluss die Musik der Bands Bury Your Dead, Betrayal, The Acacia Strain, Throwdown und First Blood.

## Diskografie
- 2011: Invincible (EP, kein Label)
- 2012: Pit Justice (Swell Creek Records)
- 2014: Red Gold (Swell Creek Records)
- 2016: RVNG (Beatdown Hardwear Records)
- 2018: Violencer (Beatdown Hardwear Records)
- 2022: Creeping Decease (EP, Beatdown Hardwear Records)